# Manuel Castelldosrius de Oms y de Santa Pau
Manuel Castelldosrius (lub Castel dos Rios), markiz de Oms y de Santa Pau (ur. 1651 w Barcelonie, zm. 24 kwietnia 1710 w Limie) – hiszpański dyplomata i polityk.
W latach 1698–1703 pełnił funkcję ambasadora Hiszpanii w Paryżu; później był Wicekrólem Peru.